# Шабран
Шабран (Шабаран, Шаваран, Сабаран) (азерб. Şabran) — історична область і однойменне середньовічне місто, що існували у V—XVIII ст. у північно-східній частині сучасного Азербайджану, були розташовані в межах Великого Кавказького проходу.

## Локалізація області
В історичній географії область Шабран можна розглядати самостійно або як південна частина області Маскут (до початку VI ст.).
У своєму коментарі до «Історії Ширвана та ал-Баба» В. Ф. Мінорський пише: «На північно-східному схилі південно-східного відрога Кавказького хребта і вздовж узбережжя моря лежать дуже родючі області, зрошувані річками району сучасної Куби та великою річкою Самур (Саммур). Спочатку вони належали лезгінським (лакз) князівствам, але поступово були анексовані Ширваншахами і стали яблуком розбрату між ними, емірами ал-Баба і навіть правителями Аррану. Після тюркської навали й у період своєї боротьби з дербендським Муфарріджем Фарібурз б. Саллар явно прагнув перенести головний центр своїх володінь до цієї місцевості, де згадуються дві території — Шабаран і Маскат. Перший вважався частиною Ширвану, а останній [Мюнеджжим-баші] описує особливо як частину ал-Баба. Переважно, однак, слід розглядати їх спільно, і не тільки тому, що вони відносяться до однієї і тієї ж географічної зони, але і тому, що дуже часто Маскат був захоплений Ширваном». Як пише В. Ф. Мінорський, «загалом можна сказати, що Шабаран і Маскат відповідають південній та північній частині Кубинського району, де у XVIII ст. виникла династія кубинських ханів, вплив якої відчувався не тільки в Дагестані, але навіть на південному узбережжі Каспію та в Ардебілі».
З кінця IV століття прикаспійські області від гирла Кури на півдні до Дербенту на півночі були під керівництвом намісника Сасанідської держави. Після 488 р. область маскутів відійшла до Кавказької Албанії, а прибл. 510 р. Албанське царство остаточно ліквідовано. Після скасування царської влади в Албанії на території між річками Шабаранчай та Гільгільчай з'явилося невелике політичне утворення — держава Ширваншахів.

## Походження назви
Є кілька версій походження назви цього міста та області Шабран. За однією з них місто було нібито засноване сасанідським шахом Шапуром I, а назва міста походить від його імені в пехлевійській формі Шапуран. Ця версія приймається далеко ще не всіма, оскільки заснування міста належить до V—VII ст. н. е. , у той час, як сам Шапур I жив трьома століттями раніше. «Енциклопедичний словник топоніміки Азербайджану» пов'язує назву міста з племенем савірів (сабірів), яких джерело вважає тюрками.

## Історія

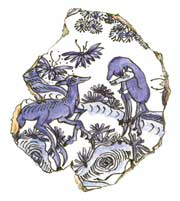
Уламок керамічного посуду із зображенням оленів із Шабрана

Шабран виник у V—VII ст. як місто-фортеця, а до IX—X ст. перетворився на великий політико-адміністративний, торгово-ремісничий та культурний центр держави Ширваншахів. У середині XI ст. сімейна усипальниця Ширваншахів була саме в Шабрані. Назва міста згодом була перенесена на навколишню область.
У середині XIII століття місто зазнало нашестя монголів і було частково зруйноване. Пожвавлення життя в місті відбулося до кінця XIII — початку XIV століття і тривало остаточно до кінця XV століття.
Однак у результаті сефевідо-османських воєн першої чверті XVIII ст. місто зазнало значних руйнувань і втратило своє значення. Остаточний занепад міста пов'язаний із землетрусом, що повністю стер його з лиця землі. Населення міста поступово переселилося в одне з далеких передмість, караван-сараїв, що належали Шабрану, навколо якого згодом виникло місто Дивічі, яке у 2010 році було перейменоване на Шабран.
У 2019 році територія «Чираггала» та місто Шабран були оголошені Державним історико-культурним заповідником.

## Згадки про місто
Назва міста у формі «Шаберан» трапляється в рукописі XVI століття, що зберігається в Дрездені, огузького героїчного епосу «Китабі Деде Коркут».
Турецький мандрівник Евлія Челебі, побувавши в 1647 році в Шабрані, писав: «…він вважається в Персії другим містом після Тебриза. У ньому сімдесят кварталів, соборні мечеті Узун-Хасана. Стіни мечеті прикрашені найтоншим орнаментом, що переливається, як шкіра хамелеона, а різьблення по мармуру дивувало знавців архітектурного мистецтва». Населення Шабрана складалося з мусульманської, юдейської та християнської громад, переважала серед них мусульманська.

## Архітектура
А. А. Бакіханов першим висловив думку про те, що руїни поблизу села Шахназарлі Дивічинського району належать середньовічному місту Шабран (до нього їх вважали руїнами міста Гюлістані-Ірем).
В результаті археологічних розкопок на території міста у 1979—1989 рр. було відкрито площу понад 4500 м². Товщина напластування залишків матеріальної культури сягала 5 метрів. Була розкопана фортеця, що відноситься до Х ст. Вчені встановили, що вона була побудована в оборонних цілях. Стіни фортеці укріплені напівкруглими вежами. Під час будівництва використовували вапняк, камінь і обпалену цеглу. Фортеця існувала до середини XIII ст. У XIV ст. на захід від зруйнованої фортеці був споруджений невеликий замок-вежа. Він мав чотирикутну форму і нагадував абшеронські фортеці. Зодчі в їхньому будівництві застосовували змішану кладку. Розкопки свідчать про квартальне планування міста. Будинки тут зводилися з обпаленої цегли на бруківці. У місті існувала водопровідна мережа. Економіка міста базувалася на ремісничому виробництві. В результаті археологічних розкопок було знайдено керамічний набір із десяти предметів. Під руїнами міста виявили керамічну майстерню. Тут також були ковальське, ливарне, мідне, ювелірне, зброярське виробництво, гутництво.